# Адамс Тауншип (округ Снайдер, Пенсільванія)
Адамс Тауншип (англ. Adams Township) — селище (англ. township) в США, в окрузі Снайдер штату Пенсільванія. Населення — 895 осіб (2020).

## Демографія
Згідно з переписом 2010 року, у селищі мешкало 907 осіб у 331 домогосподарстві у складі 248 родин. Було 411 помешкання
Расовий склад населення:
| - 98,2 % — білих - 0,3 % — чорних або афроамериканців - 0,1 % — азіатів |

До двох чи більше рас належало 1,1 %. Частка іспаномовних становила 0,7 % від усіх жителів.
За віковим діапазоном населення розподілялося таким чином: 25,1 % — особи молодші 18 років, 59,5 % — особи у віці 18—64 років, 15,4 % — особи у віці 65 років та старші. Медіана віку мешканця становила 40,8 року. На 100 осіб жіночої статі у селищі припадало 107,1 чоловіків;  на 100 жінок у віці від 18 років та старших — 103,3 чоловіків також старших 18 років.
Середній дохід на одне домашнє господарство  становив 56 634 долари США (медіана — 46 667), а середній дохід на одну сім'ю — 60 859 доларів (медіана — 53 125). За межею бідності перебувало 11,3 % осіб, у тому числі 16,5 % дітей у віці до 18 років та 9,0 % осіб у віці 65 років та старших.
Цивільне працевлаштоване населення становило 406 осіб. Основні галузі зайнятості: освіта, охорона здоров'я та соціальна допомога — 29,8 %, виробництво — 21,4 %, будівництво — 12,3 %, публічна адміністрація — 7,4 %.